# آویل (آلاباما)
آویل (به انگلیسی: Orrville) شهرکی در شهرستان دالاس ایالت آلاباما است که مساحت آن ۲٫۶۹ کیلومتر مربع است و در سرشماری سال ۲۰۱۰ میلادی، ۲۰۴ نفر جمعیت داشته و تراکم جمعیتی آن، ۷۵٫۸۴ نفر در هر کیلومتر مربع بوده است.

## نگارخانه

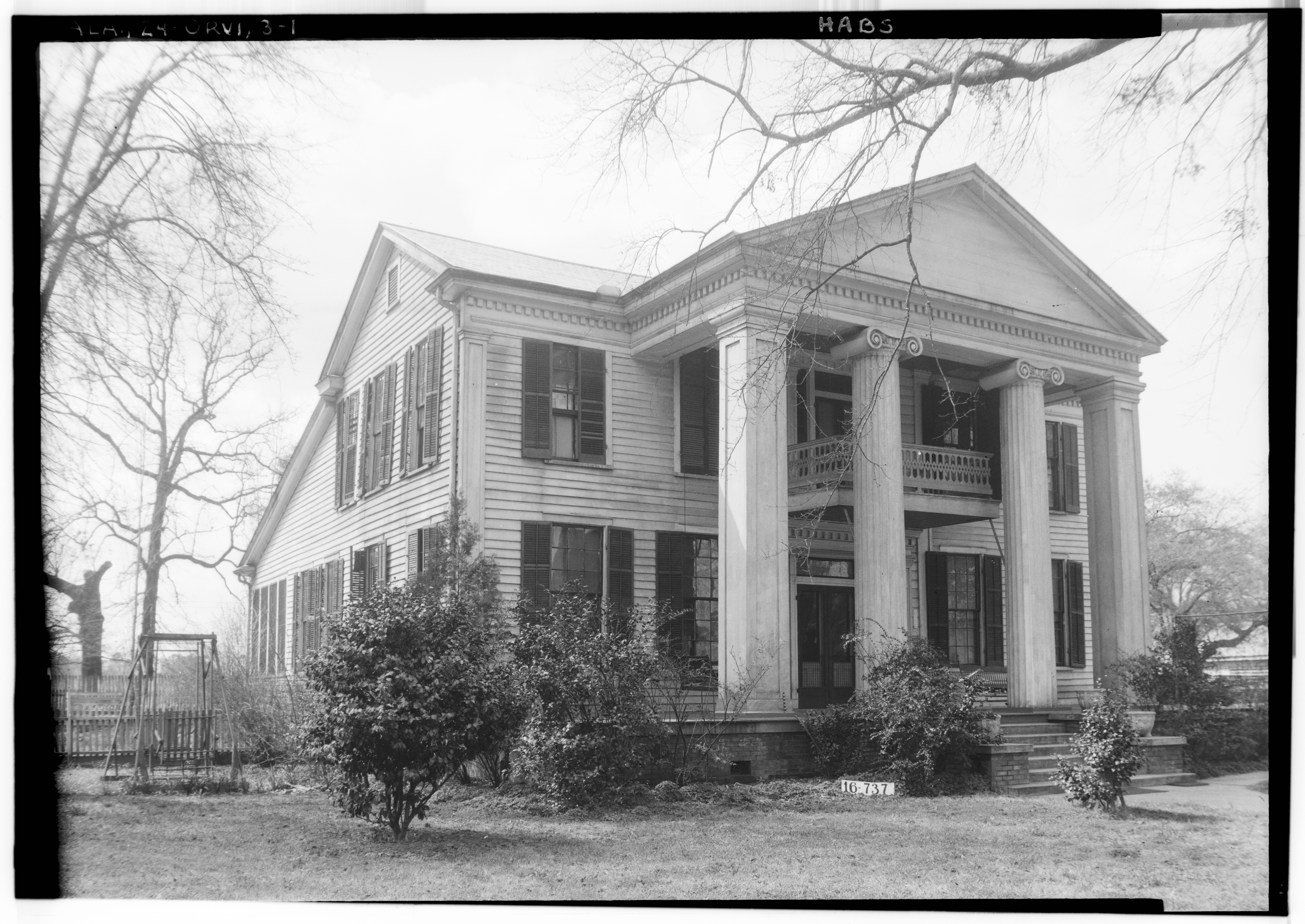
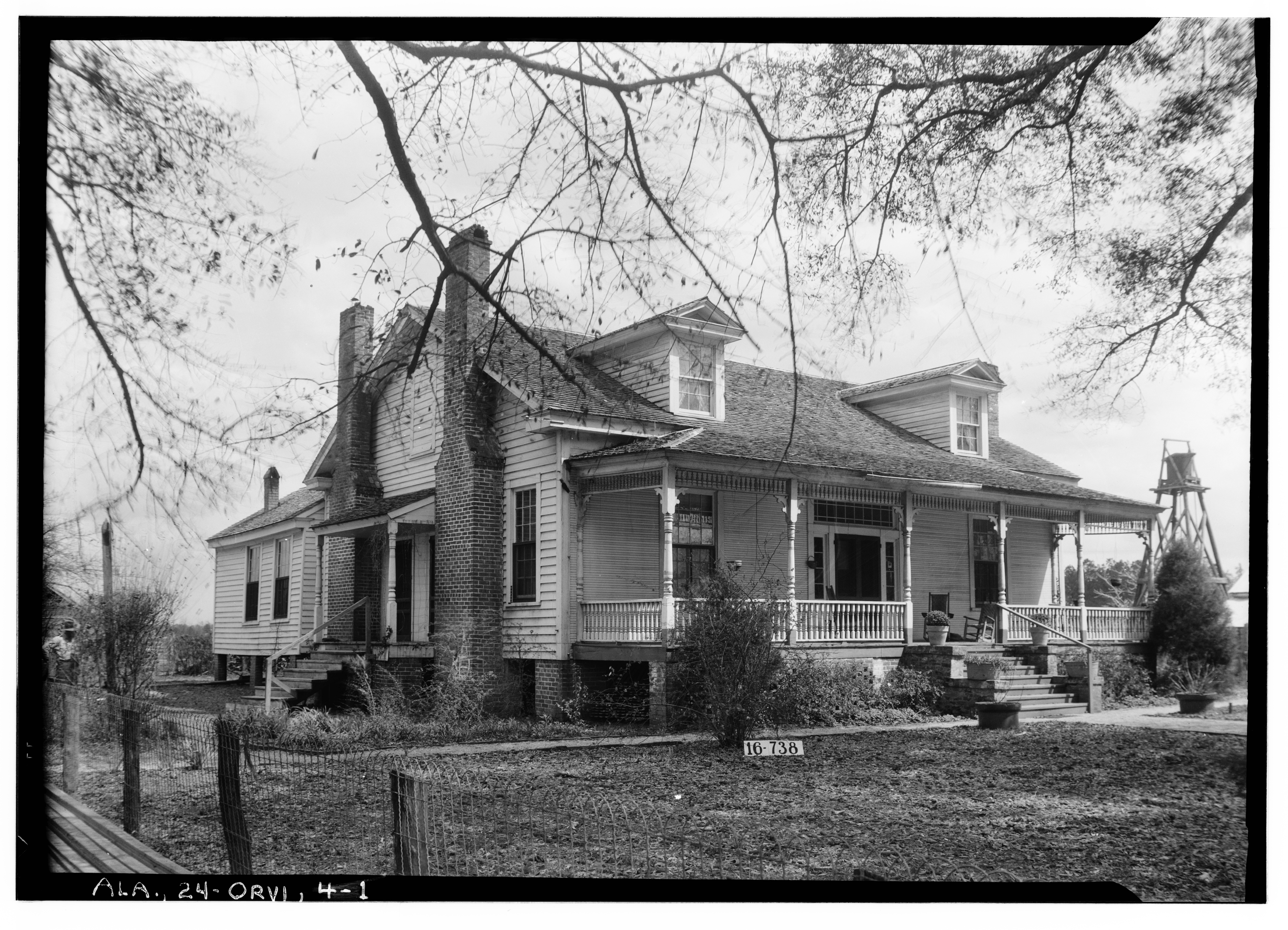
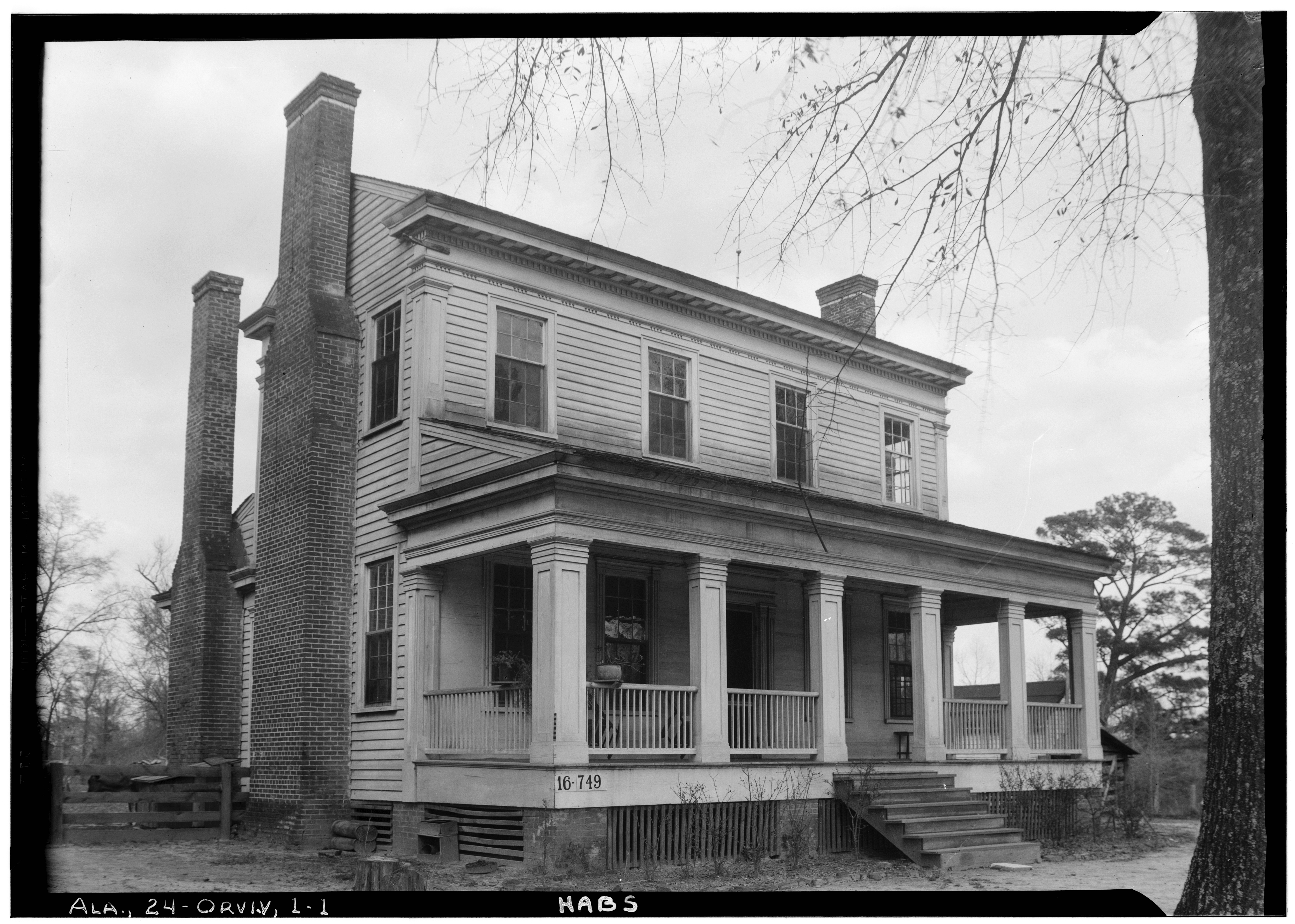
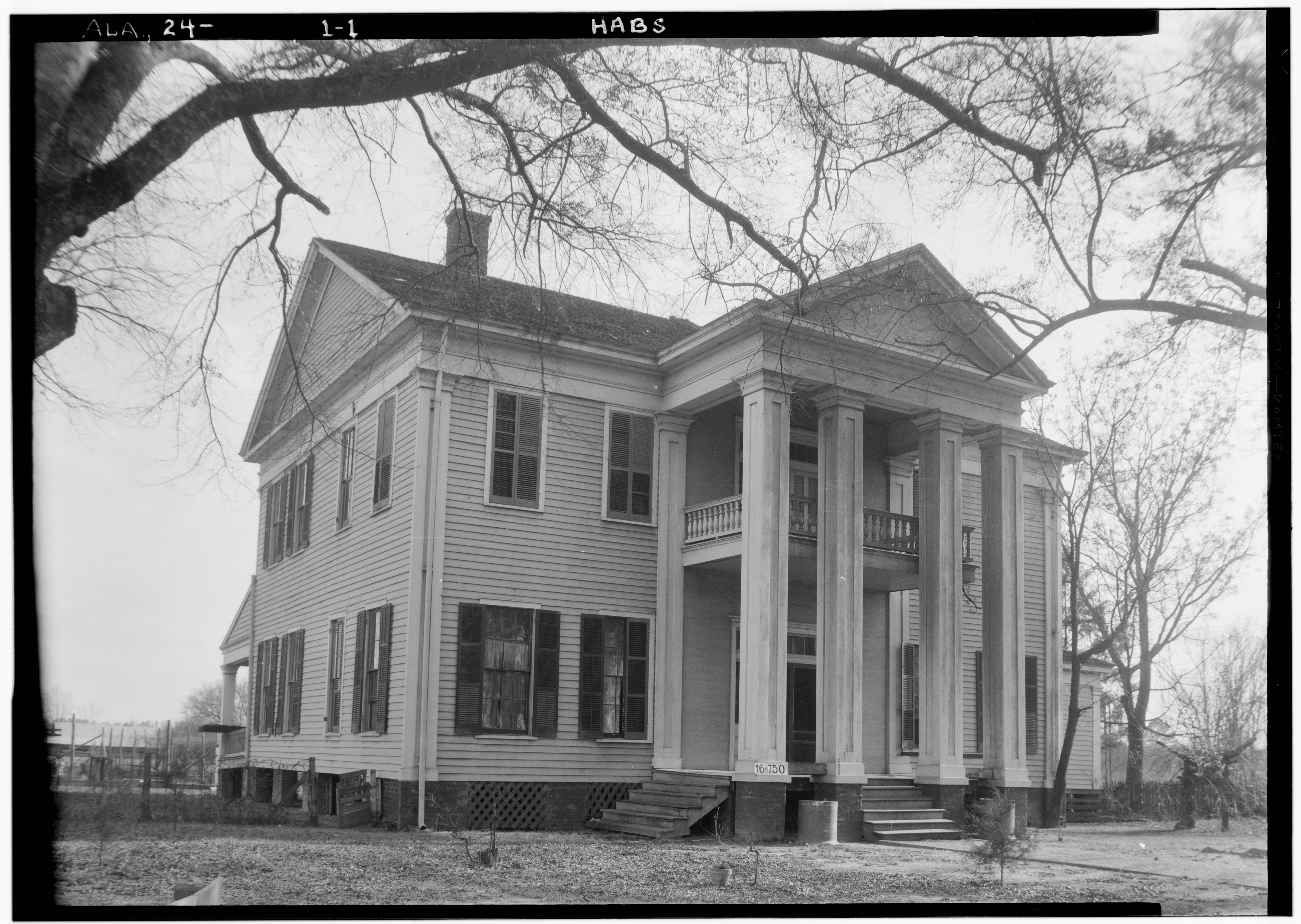
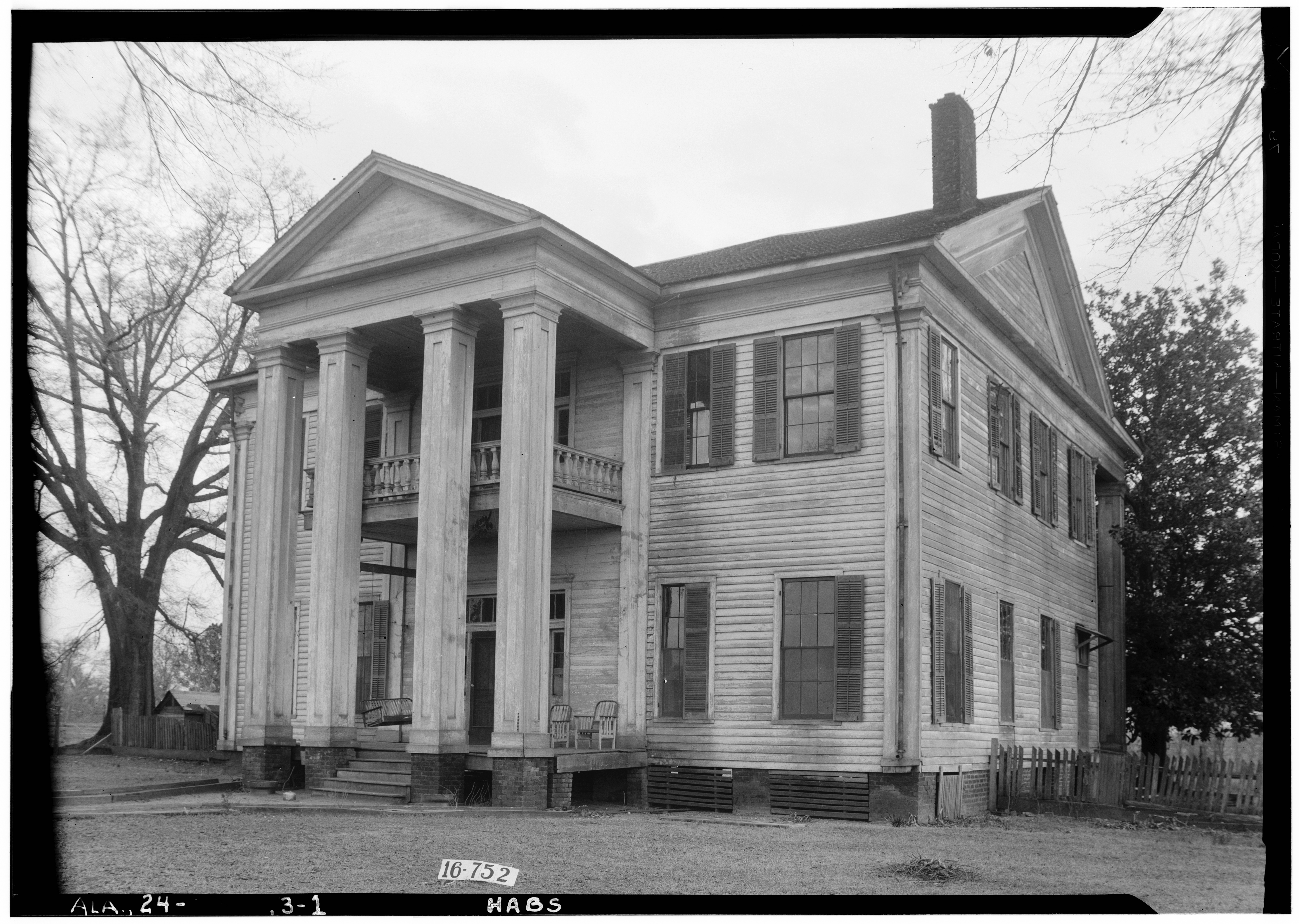
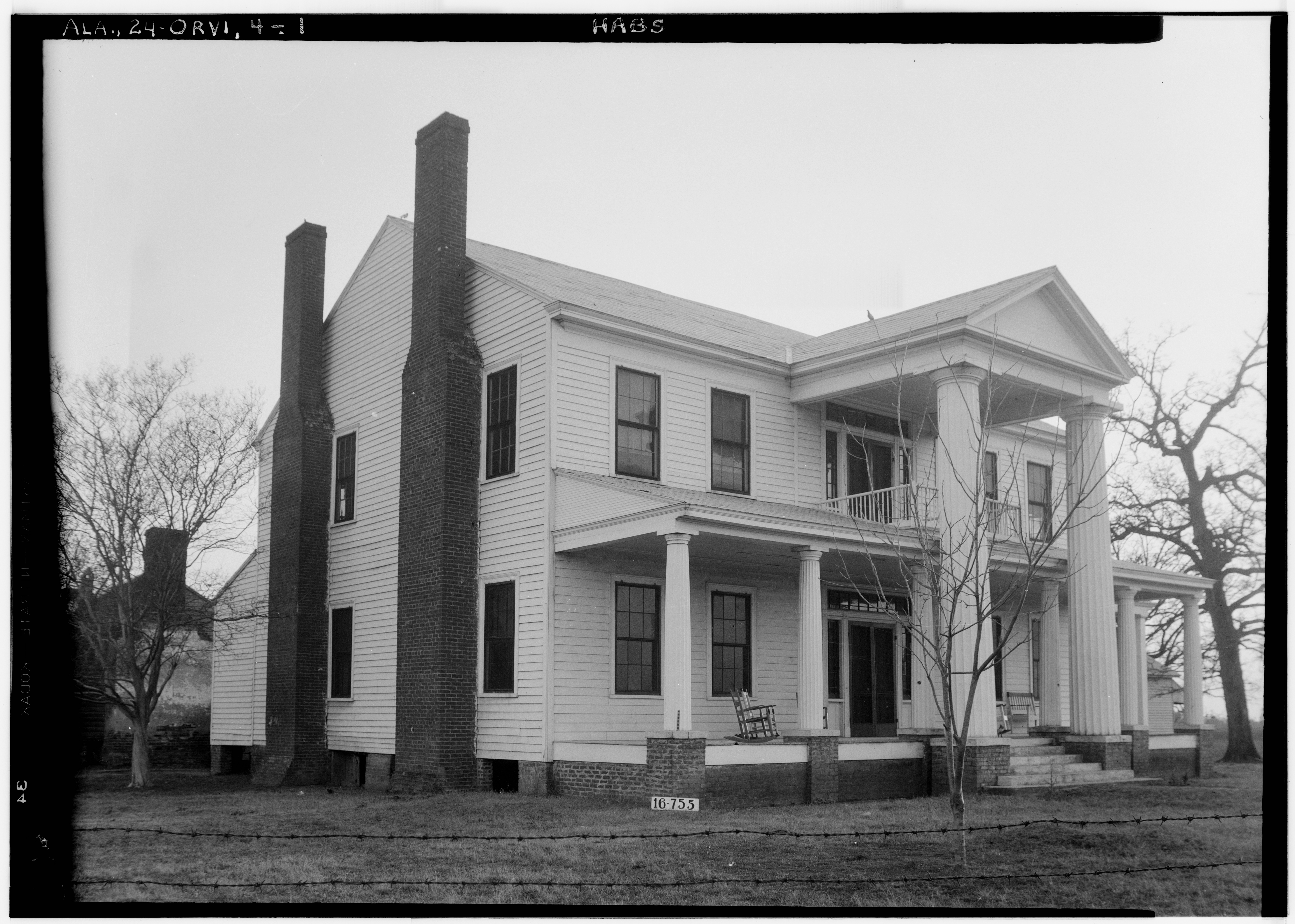
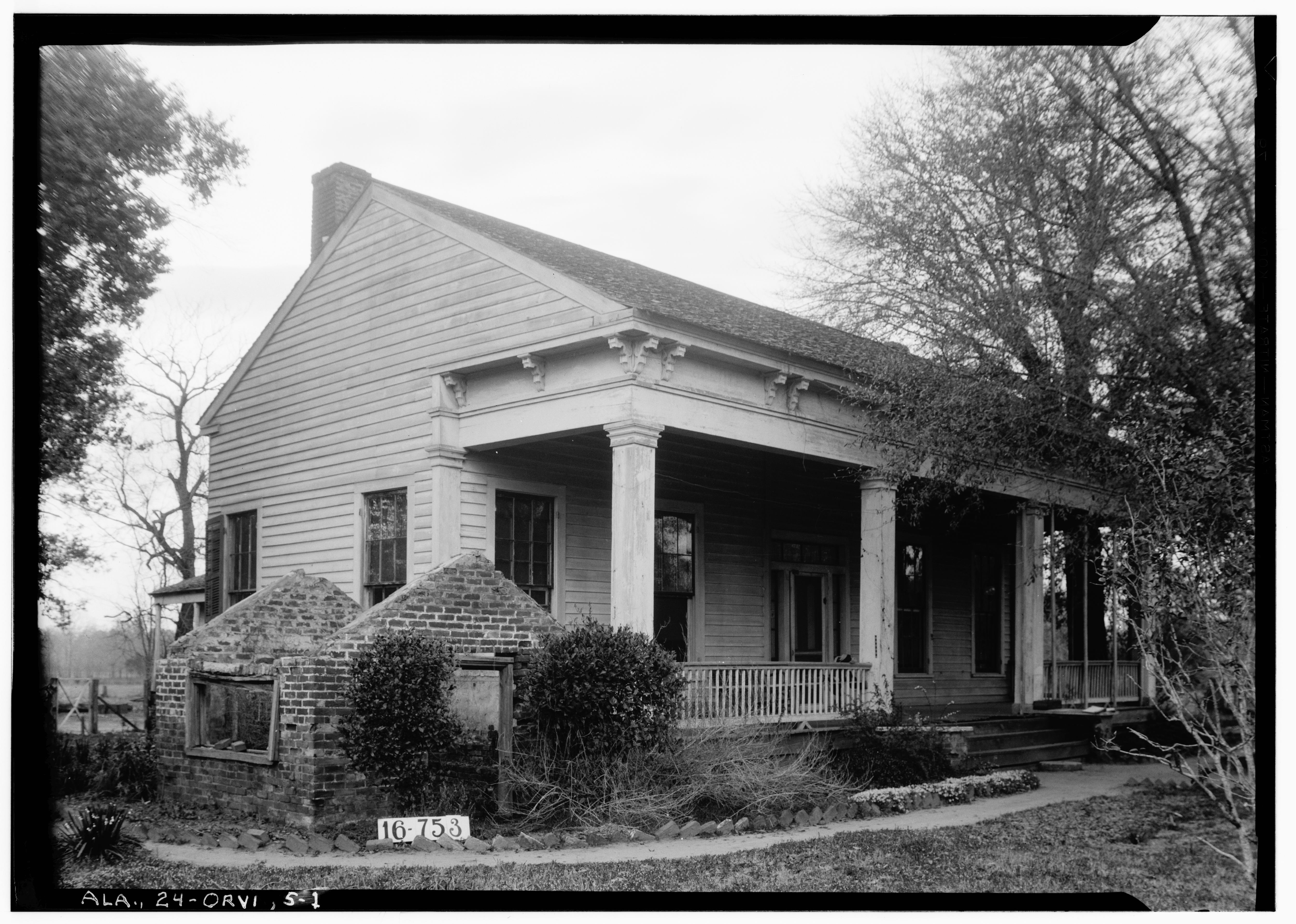
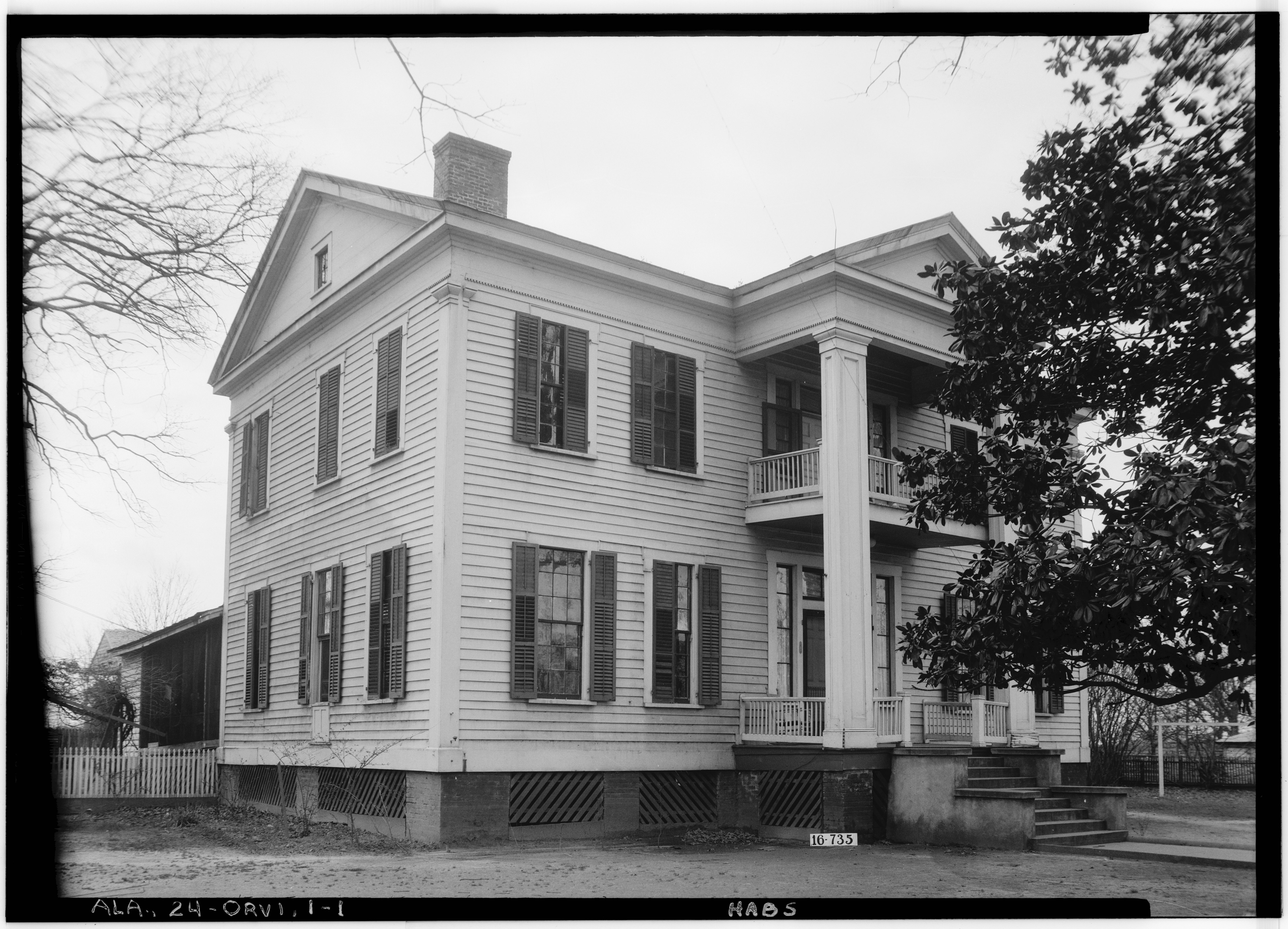
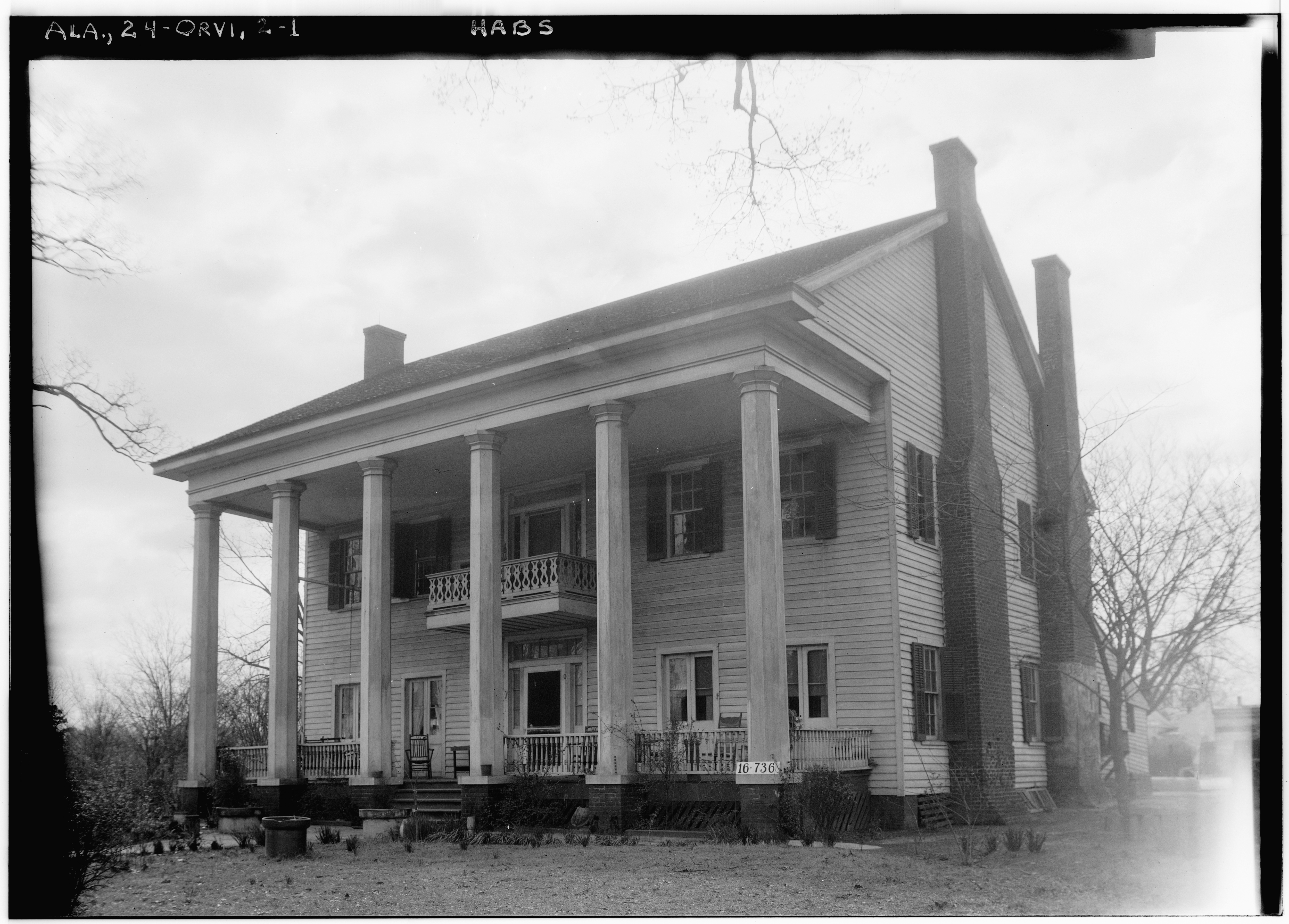